# Анастасија Павић
Анастасија Павић(1998.) је мултимедијална уметница која живи и ствара у Београду. Дипломирала је нове медијске уметности на Факултету ликовних уметности Универзитета у Београду. У својој уметничкој пракси, бави се савременим темама, истражујући пост-сајбер феминизам, конзумеризам, интерперсоналну динамику и утицаје технолошке еволуције на самоперцепцију и идентитет. Активно је допринела бројним изложбама у Србији и иностранству, приказујући свој рад на четири самосталне изложбе и учествујући на онлајн изложбама уз подршку The Wrong Biennale и Ars Electronica. Свој израз проналази кроз перформанс, видео, фотографију, писање и уметничку режију. Од 2021. до 2024. Павића је представљала у Галерији Новембар у Београду, а сада ради као самостални уметник. 
Године 2023. изабрана је за финалисту Награде за младе визуелне уметнике Димитрије Башичевић Мангелос која се организује у сарадњи са Residency Unlimited у Њујорку. Њен уметнички допринос наишао је на признање у истакнутим публикацијама, укључујући Elle и Fraulein магазине, као и у српским уметничким часописима као што су Манек и Селфи.

## Самосталне изложбе (избор)
- „Драги шефе“, са Алмом Гачанин у Галерији Новембар, кустосице Ана Симона Зеленовић и Маја Петровић, Београд 2022.
- „НОВО ТЕЛО“ у Дому омладине Београда, кустос Марина Марковић, 2021

## Групне изложбе (избор)
- Изложба финалиста Мангелос у Галерији Ремонт, Београд 2023
- „НФТ за жене” у Музеју савремене умјетности Републике Српске, уз подршку УН, Сарајево 2023.
- 31. Меморијал Надежде Петровић кустоси Синиша Илић и Бојан Ђорђев, Чачак 2022.
- Годишња пролећна изложба УЛУС-а „Где почиње будућност?“ у павиљону Цвијета Зузорић, кустос Мирјана Драгосављевић, Београд 2019
- „Hard Pressed” у Магацину Краљевића Марка, кустос Дуња Петковић, Београд 2019.
- „Излазак из безбедног режима“ у Гете институту кустоси Зоран Тодоровић и Бојана Матејић, Београд 2018.
- "Гужва у граду" у КЦ Град кустос Лука Цветковић, Београд 2018